# Maria Cârneci
Maria Cârneci (n. 22 martie 1953, Perșinari, județul Dâmbovița) este o cântăreață română de muzică populară și lăutărească.

## Biografie
A fost profesoară de muzică în satul natal, Perșinari.
Lansarea ei în cariera de solistă a avut loc după ce, în 1979, a obținut locul întâi pe țară la concursul televizat de TVR „Floarea din Grădină”. Posedă o colecție de peste 100 de costume populare, unele moderne, stilizate, dar și altele foarte vechi.
Este căsătorită de mai bine de 30 de ani și are un băiat pe nume Eduard.